# ジューヒー・チャーウラー
ジューヒー・チャーウラー（ヒンディー語:जूही चावला,英語:Juhi Chawla,1967年11月13日 - ）は、インドのパンジャーブ州出身の俳優、プロデューサー。インド映画界のスーパースター。1997年に日本で公開された 『ラジュー出世する』 のヒロインとして日本では知られている。インド娯楽映画が日本で公開されるのは43年ぶりだった。
1984年、ミス・インドとなり同年、ミス・ユニバースのコスチューム賞を獲得し映画界入り。1988年、映画『Qayamat Se Qayamat Tak（QSQT）』の大ヒットでアーミル・カーンとともに一躍大スターとなる。1993年、"『Hum Hai Rahi Pyar Ke（愛の旅人）』が大ヒット。FILMFARE誌主演女優賞を獲得。
『Yes Boss』、『Deewana Mastana』、『Mr &Mrs Khiladi』,『Ishq』等多数のヒット作を持つ。
2001年9月2日に東京のよみうりホールで開かれた「印度西部大地震チャリティ映画祭」のためにシャー・ルク・カーンと共に初来日。その美貌が話題となる。